# شانه‌موش آزارا
شانه‌موش آزارا (نام علمی: Ctenomys azarae) نام یک گونه از سرده شانه‌موش است.